# Angiocheratoma
Per  angiocheratoma  in campo medico, si intende una forma di tumore benigno cutaneo derivante dai capillari.

## Tipologia
L'angiocheratoma è una comune neoplasia benigna dei capillari.
Esistono poi forme rare:
- Angiocheratoma circumscriptum: si manifesta principalmente negli arti inferiori e sul tronco
- Angiocheratoma diffuso: più conosciuta come malattia di Fabry
- Angiocheratoma di Fordyce: insorge allo scroto
- Angiocheratoma di Mibelli: insorge sulla cute acrale

## Istopatologia
Si riscontra ispessimento dell'epidermide, presenza di verruche, dilatazione dei vasi sanguigni.

## Clinica
Gli angiocheratomi sono costituiti da piccole papule (1–4 mm) ipercheratosiche di colore rosso, violaceo o bluastro. Nella maggior parte dei casi sono multipli con numero variabile da poche lesioni a migliaia quando associati a patologie come la malattia di Fabry. Sono solitamente asintomatici ma quando raggiungono dimensioni significative possono essere soggetti a sanguinamento, specie in seguito a frizione o in gravidanza; possono inoltre subire sovrainfezioni batteriche. Le sedi più frequenti sono palpebre, grandi labbra, scroto ma nelle forme diffuse e sindromiche possono interessare tronco e arti.

## Diagnosi
La diagnosi si effettua mediante anamnesi ed esame obiettivo delle lesioni. Utile l'indagine al dermatoscopio dato il suo aspetto caratteristico.

## Terapia
Radioterapia per i disturbi vascolari associati, escissione chirurgica per rimuovere il tumore.